# Horisme brunniceps
Horisme brunniceps là một loài bướm đêm trong họ Geometridae.